# Cimitero marino

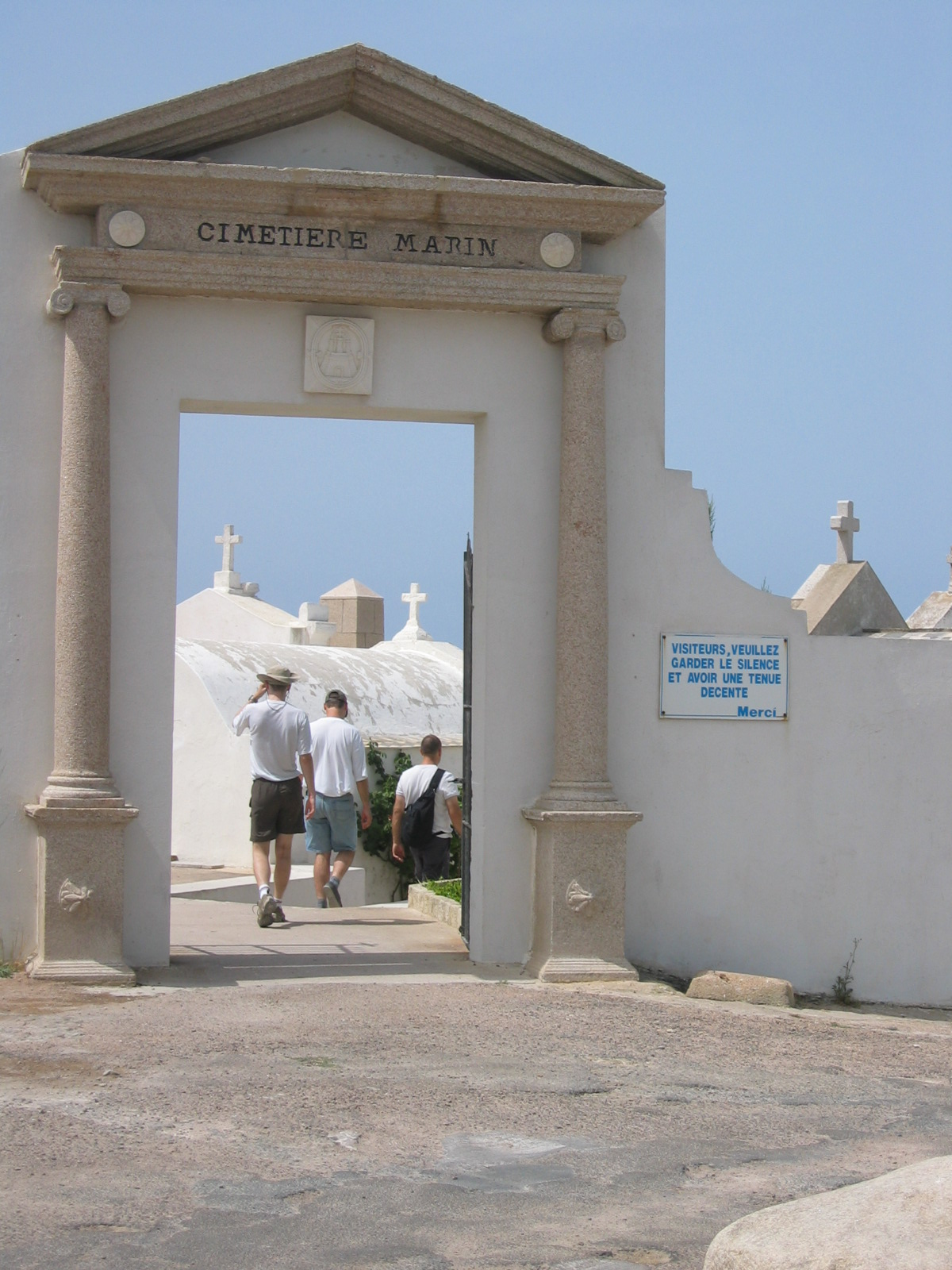
L'ingresso del cimitero marino di Bonifacio, nel sud della Corsica.

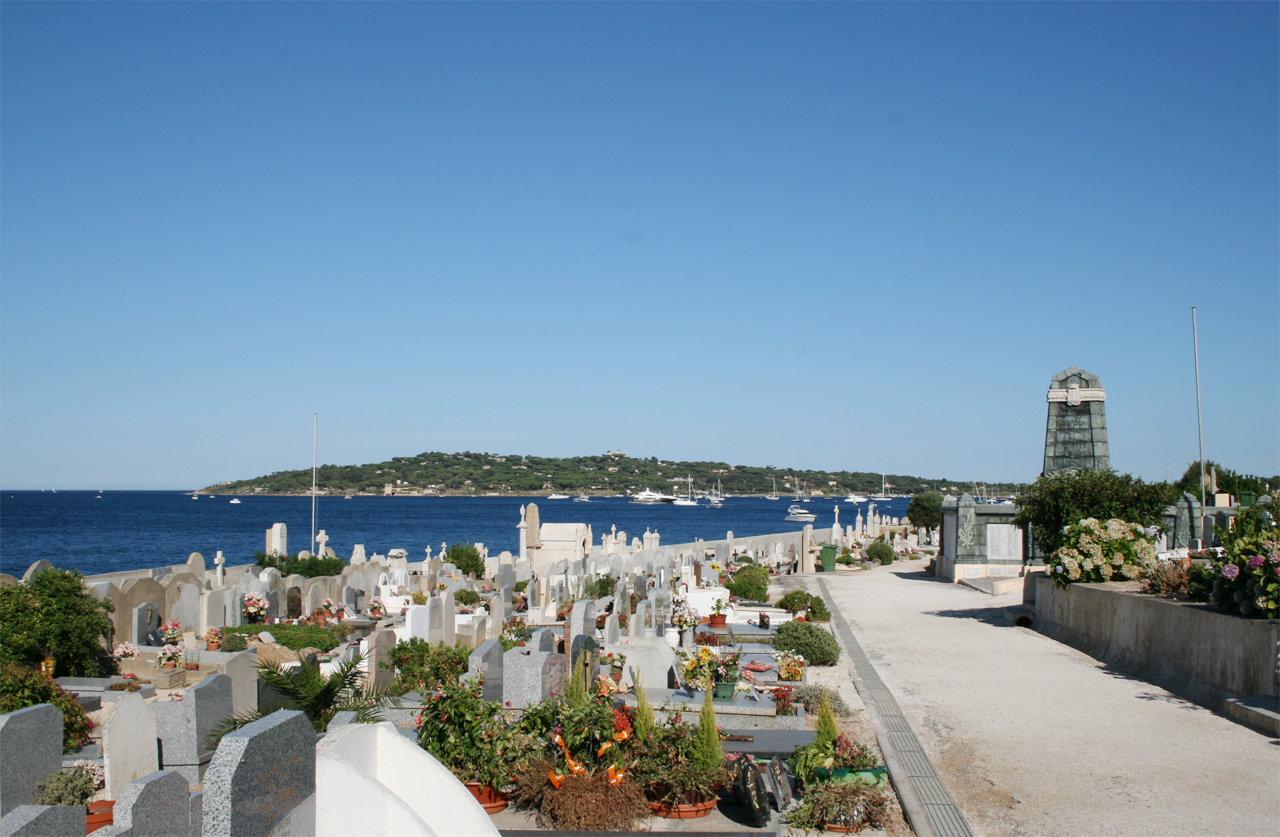
Il golfo e il cimitero marino di Saint-Tropez sulla Costa Azzurra.

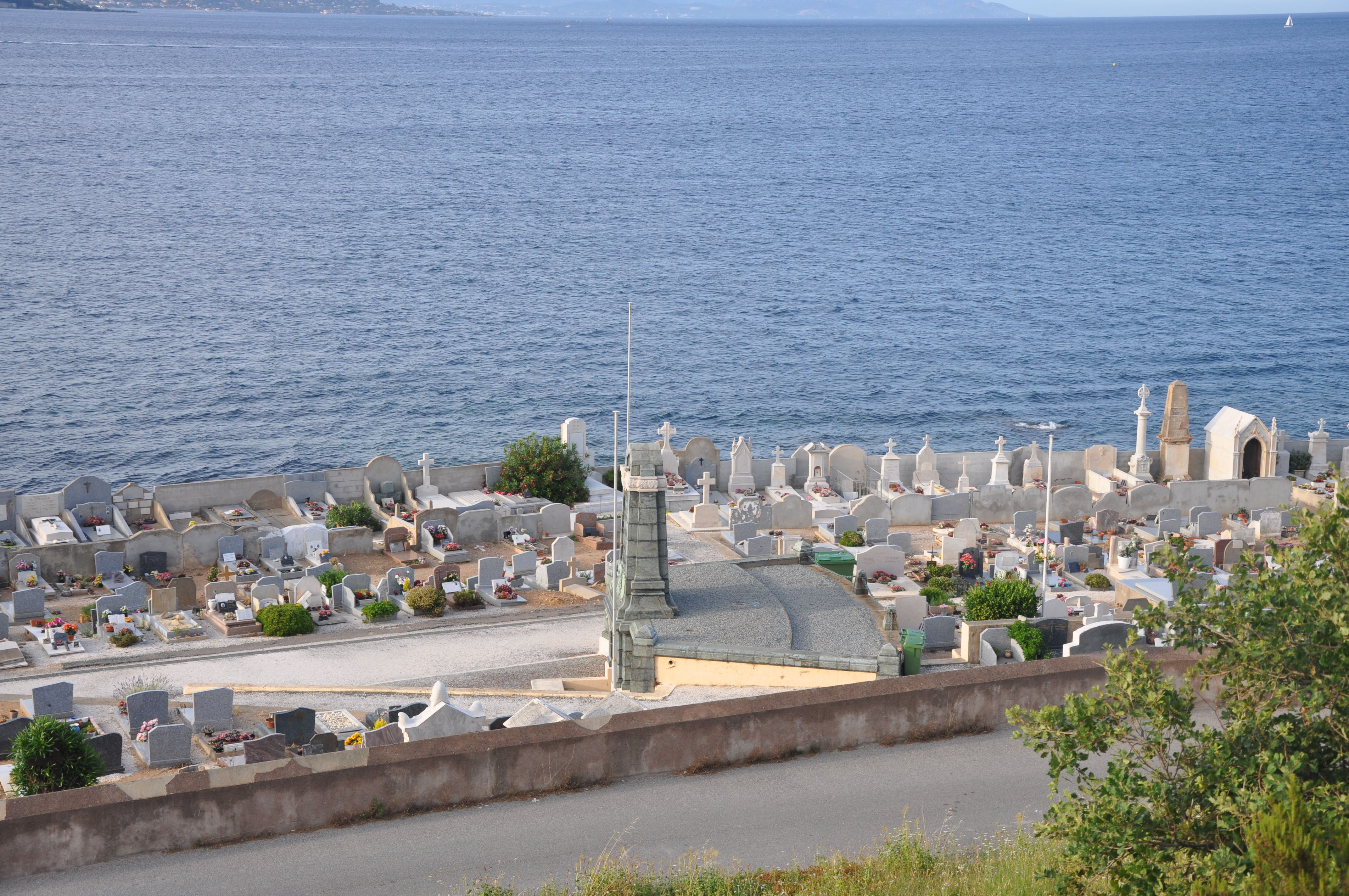
Angolo del cimitero marino di Saint-Tropez.

Un cimitero marino (in francese cimetière marin) è un cimitero che si trova di fronte al mare.
L'espressione è utilizzata prevalentemente in riferimento a località francesi. Particolarmente celebre è il cimitero marino di Sète, immortalato da Paul Valéry nella sua poesia Il cimitero marino. Altri cimiteri marini noti sono presenti a Bonifacio, Saint-Paul, Saint-Tropez, Varengeville-sur-Mer e, in Tunisia, quelli di Monastir (il cimitero marino di Sidi el-Mezeri) e Mahdia.

## In poesia
Le Cimetière marin (Il cimitero marino) è una poesia di Paul Valéry scritta nel 1920.
Famosa per il suo ermetismo, Le Cimetière marin è stata oggetto di numerose esegesi, tra le più conosciute quelle d'Alain e di Gustave Cohen.
Alla morte di Paul Valéry, il cimitero di Saint-Charles a Sète fu ribattezzato Cimitero marino e lì fu sepolto lo scrittore.
Qualche anno più tardi, il cantautore Georges Brassens compose Supplique pour être enterré à la plage de Sète, dove chiedeva di essere sepolto sulla spiaggia di Sète, così da avere un cimitero ancora "più marino" di quello di Valéry ("Mon cimetière soit plus marin que le sien").

## Personalità illustri sepolte nei cimiteri marini

### A Saint-Paul (Réunion)
- Olivier Levasseur[3] (c. 1690-1730), pirata francese
- Eugène Dayot (1810-1852), giornalista, romanziere e poeta francese
- Charles Marie Lecomte[3] (1818-1894), poeta, scrittore e critico letterario francese

### A Sète
- Paul Valéry[1] (1871-1945), scrittore francese
- Jean Vilar (1912-1971), regista e attore francese

### A Varengeville-sur-Mer
- Georges Braque (1882-1963), pittore e scultore francese
- Albert Roussel (1869-1937), compositore francese
- Georges de Porto-Riche (1849-1930), scrittore e drammaturgo francese
- Paul Nelson (1895-1979), architetto